# Hans Seiffert (Heimatforscher)
Hans Seiffert (* 30. Januar 1894; † 8. April 1968) war Rektor der Schule in Helmbrechts und ist als Heimatforscher und Schriftsteller bekannt geworden.
Hans Seiffert war Lehrer und Rektor in Helmbrechts. Er war beteiligt an der Gründung des Heimatmuseums, des heutigen Oberfränkischen Textilmuseums in den 1930er Jahren und der Wiedereröffnung 1956. Er ist der Verfasser der Chronik von Helmbrechts und zahlreicher heimatkundlicher Schriften über den Frankenwald. Seine wichtigsten Bücher gelten als Standardliteratur und wurden über Jahrzehnte in mehreren Auflagen mit nur geringfügigen Änderungen gedruckt. Diverse Aufsätze erschienen in der Mitgliederzeitschrift Frankenwald des Frankenwaldvereins, als Mitherausgeber im Heimatkalender für Fichtelgebirge, Frankenwald und Vogtland und in der Kulturwarte. Im Heimatkalender schrieb er in der Zeit von 1951 bis 1969 38 Aufsätze hauptsächlich über Burgen und Sagen. Er war Vorsitzender des Helmbrechtser Lehrervereins von 1924 bis 1930 und unterstützte die Herausgabe der Schriftenreihe Zwischen Waldstein und Döbraberg durch das Schulamt Münchberg. Als Schriftleiter der Jahresschrift Frankenwald gehörte er seit ihrer Ersterscheinung 1925 zur Hauptvorstandschaft des Frankenwaldvereins. Die Redaktion der Vereinszeitschrift unterstand ihm von der Erstausgabe bis zu seinem Tod 1968. Er war Erster Vorsitzender von 1933 bis 1935, stellvertretender Vorsitzender in den Jahren von 1935 bis 1945 und erneut Vorsitzender von 1952 bis 1967. Als Vorsitzender kümmerte er sich um den Erwerb der Wanderheime Schmölz und Viceburg sowie von fünf Aussichtstürmen. Als er sich 1967 nicht mehr zur Wahl stellte, wurde er zum Ehrenvorsitzenden ernannt. 
Für seine Verdienste wurde er im Jahr 1959 von der Stadt Helmbrechts mit der Silbernen Bürgermedaille ausgezeichnet. Vom Frankenwaldverein wurde er mit dem silbernen Verbandsabzeichen und dem goldenen Kranz geehrt.

## Bibliografie
- Helmbrechts – Geschichte einer oberfränkischen Kleinstadt, Helmbrechts 1921
- Volkskundliche Bilder aus dem Frankenwald, 1927 (zusammen mit Josef Hübner)
- Materialien zur Geschichte der Stadt Helmbrechts und ihrer Umgebung, Quellen zur Hanswerksgschichte, Bad 1, 1928
- Helmbrechts und seine Wirtschaftsgeschichte, 1930 (zusammen mit Dr. Hans Michel)
- Hinter Webstuhl und Spulrad: Geschichtliches und Volkskundliches aus der Handweberei im Frankenwald, 1934
- Lorenz Reinhard Spitzenpfeil: Von einem Leben der Forschung und Kunst, 1934
- Burgen und Schlösser im Frankenwald und seinem Vorland, Helmbrechts 1937 (2. Auflage 1951)
- Die Ährenkönigin, eine Sagensammlung (2. Auflage 1953)
- Vom Torfärber zum Industriewerk: 1809–1959. 150 Jahre J. G. Knopf's Sohn, Helmbrechts, 1959
- Zwischen Waldstein und Döbraberg – Heft 3: Sagen, 1963
- Zwischen Waldstein und Döbraberg – Heft 5: Helmbrechts Beiträge zur Stadtgeschichte, 1966
- Zwischen Waldstein und Döbraberg – Heft 8: Um den Döbra, 1969
- Sagen aus dem östlichen Frankenwald, 1976